# 尼格倫山

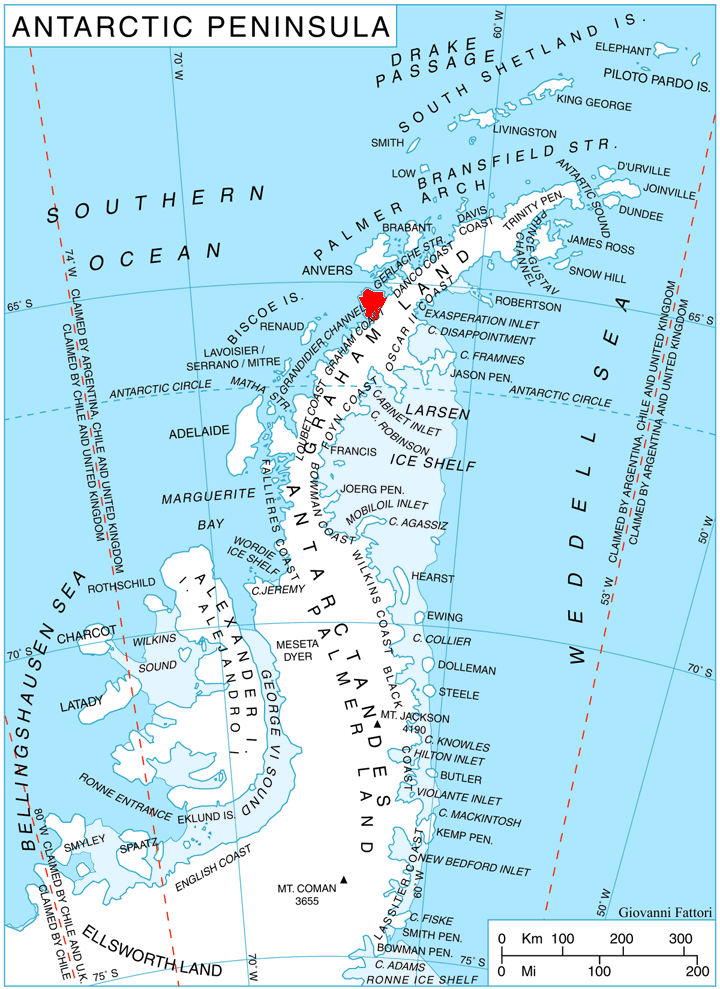

尼格倫山（英語：Mount Nygren），是南極洲的山峰，位於葛拉漢地西岸的丹科海岸，處於霍廷冰川中游，由美國南極名稱諮詢委員命名，現時由南極條約體系管理。